# Літні Олімпійські ігри 1952
Літні Олімпійські ігри 1952 (фін. Kesäolympialaiset 1952; швед. Olympiska sommarspelen 1952), офіційно відомі як Ігри XV Олімпіади (фін. XV olympiadin kisat; швед. Spel i XV Olympiaden) або XV Літні Олімпійські ігри — міжнародне спортивне змагання, яке проходило під егідою Міжнародного олімпійського комітету у місті Гельсінкі, Фінляндія з 19 липня по 3 серпня 1952 року.
Це були рекордні по кількості спортсменів Ігри - 4955 з 69 країн. В іграх вперше взяли участь збірні Китайської Народної Республіки, Гонконгу, Індонезії, Ізраїлю, Таїланду, Саар і Радянського Союзу, до складу якої входили українські спортсмени.
Від України в складі збірної СРСР на Олімпіаді виступало 25 спортсменів. Серед них 11 легкоатлетів. Це кияни Євген Буланчик, Петро Денисенко, Віктор Цибуленко, Іван Ярмиш, Володимир Бражник, Георгій Дибенко, Петро Чевгун, дніпропетровці Микола Білокуров та Федір Марулін, одесит Євген Вансович, харків'янин Микола Редькін.

## Медальний залік
|        | Країна            | Золото | Срібло | Бронза | Загалом |
| 1      | США               | 40     | 19     | 17     | 76      |
| 2      | СРСР              | 22     | 30     | 19     | 71      |
| 3      | Угорщина          | 16     | 10     | 16     | 42      |
| 4      | Швеція            | 12     | 13     | 10     | 35      |
| 5      | Італія            | 8      | 9      | 4      | 21      |
| 6      | Чехословаччина    | 7      | 3      | 3      | 13      |
| 7      | Франція           | 6      | 6      | 6      | 18      |
| 8      | Фінляндія         | 6      | 3      | 13     | 22      |
| 9      | Австралія         | 6      | 2      | 3      | 11      |
| 10     | Норвегія          | 3      | 2      | 0      | 5       |
| 11     | Швейцарія         | 2      | 6      | 6      | 14      |
| 12     | Південна Африка   | 2      | 4      | 4      | 10      |
| 13     | Ямайка            | 2      | 3      | 0      | 5       |
| 14     | Бельгія           | 2      | 2      | 0      | 4       |
| 15     | Данія             | 2      | 1      | 3      | 6       |
| 16     | Туреччина         | 2      | 0      | 1      | 3       |
| 17     | Японія            | 1      | 6      | 2      | 9       |
| 18     | Велика Британія   | 1      | 2      | 8      | 11      |
| 19     | Аргентина         | 1      | 2      | 2      | 5       |
| 20     | Польща            | 1      | 2      | 1      | 4       |
| 21     | Канада            | 1      | 2      | 0      | 3       |
| 21     | Югославія         | 1      | 2      | 0      | 3       |
| 23     | Румунія           | 1      | 1      | 2      | 4       |
| 24     | Бразилія          | 1      | 0      | 2      | 3       |
| 24     | Нова Зеландія     | 1      | 0      | 2      | 3       |
| 26     | Індія             | 1      | 0      | 1      | 2       |
| 27     | Люксембург        | 1      | 0      | 0      | 1       |
| 28     | Німеччина         | 0      | 7      | 17     | 24      |
| 29     | Нідерланди        | 0      | 5      | 0      | 5       |
| 30     | Іран              | 0      | 3      | 4      | 7       |
| 31     | Чилі              | 0      | 2      | 0      | 2       |
| 32     | Австрія           | 0      | 1      | 1      | 2       |
| 32     | Ліван             | 0      | 1      | 1      | 2       |
| 34     | Ірландія          | 0      | 1      | 0      | 1       |
| 34     | Мексика           | 0      | 1      | 0      | 1       |
| 34     | Іспанія           | 0      | 1      | 0      | 1       |
| 37     | Південна Корея    | 0      | 0      | 2      | 2       |
| 37     | Тринідад і Тобаго | 0      | 0      | 2      | 2       |
| 37     | Уругвай           | 0      | 0      | 2      | 2       |
| 40     | Болгарія          | 0      | 0      | 1      | 1       |
| 40     | Єгипет            | 0      | 0      | 1      | 1       |
| 40     | Португалія        | 0      | 0      | 1      | 1       |
| 40     | Венесуела         | 0      | 0      | 1      | 1       |
| Всього | Всього            | 149    | 152    | 158    | 459     |

## Здобутки українських спортсменів
Українські спортсмени виступали на Олімпіаді в складі збірної СРСР. Олімпійськими медалістами стали:
- Ніна Бочарова — спортивна гімнастика, 2 золоті — (командний залік, вправи на колоді), 3 срібні медалі.
- Марія Гороховська — спортивна гімнастика, 2 золоті — (командний залік, абсолютна першість), 4 срібні медалі.
- Дмитро Леонкін — спортивна гімнастика, (командний залік) — бронзова.
- Яків Пункін — греко-римська боротьба, (напівлегка вага) — золота.
- Віктор Чукарін — спортивна гіманстика, 4 золоті — (командний залік, абсолютна першість, вправи на коні, опорний стрибок), 2 срібні.
- Срібні медалі в академічному веслуванні завоювали Георгій Жилін та Ігор Ємчук.

## Визначні результати
Чеський стаєр Еміль Затопек виграв забіги на 5 км, 10 км і марафон, ставши чотириразовим олімпійським чемпіоном. Ще одну золоту медаль він отримав на попередній лондонській Олімпіаді. Хокейна збірна Індії виграла олімпійський турнір п'ятий раз підряд. Маленька Угорська Народна Республіка здобула 42 медалі й у загальному медальному заліку поступилася лише США й СРСР.